# Anthology of American Folk Music
Anthology of American Folk Music ist eine 1952 von Folkways Records veröffentlichte Zusammenstellung von drei Doppelalben mit 84 Aufnahmen US-amerikanischer Folk-, Blues- und Country-Musik, die zwischen 1926 und 1933 von verschiedenen Interpreten aufgenommen und veröffentlicht wurden. Die Anthologie wurde aus der persönlichen Sammlung von 78-rpm-Schellackplatten des Experimentalfilmers Harry Everett Smith zusammengestellt.

## Hintergrund
Harry Smith, unter anderem fanatischer Sammler von Schellackplatten, lebte Anfang der 1950er Jahre in New York City, wo er mit einem Guggenheim-Stipendium einen Experimentalfilm anfertigte. Als das Stipendium aufgebraucht war, bot er Folkways Records einen Teil seiner Plattensammlung zum Kauf an. Folkways-Gründer Moses Asch hatte eine andere Idee: Smith sollte aus seinem Material eine Folk-Anthologie zusammenstellen, die dann auf mehreren Langspielplatten veröffentlicht werden sollte. So entstand die Anthology of American Folk Music, 1952 auf sechs LPs in drei Paketen erschien. Die in der Anthologie enthaltenen Aufnahmen stammen alle aus dem Zeitraum 1926 bis 1933.

## Struktur
Die Zusammenstellung wurde von Smith in drei Doppelalben unterteilt: „Ballads“, „Social Music“ und „Songs“.
Wie der Titel schon sagt, besteht das erste Doppelalbum „Ballads“ aus Balladen, darunter viele amerikanische Versionen von Child Ballads, die aus der englischen Folk-Tradition stammen. Jedes Lied erzählt eine Geschichte über ein bestimmtes Ereignis oder eine bestimmte Zeit; viele der ersten Lieder sind alte englische Volksballaden, während die Schlusslieder von den Nöten des Bauernlebens in den 1920er Jahren handeln.
Die erste Platte des zweiten Doppelalbums „Social Music“ enthält größtenteils Musik, die wahrscheinlich bei gesellschaftlichen Zusammenkünften oder Tänzen aufgeführt wurde, wobei viele der Lieder Instrumentalstücke sind. Die zweite Platte enthält religiöse und spirituelle Lieder, darunter auch einige Gospel-Stücke.
Das dritte Doppelalbum „Songs“ besteht aus Liedern, die sich mit dem Alltagsleben befassen. Der Kritiker Greil Marcus beschreibt seine Themenschwerpunkte als „Ehe, Arbeit, Zerstreuung, Gefängnis und Tod“.
Smiths Booklet in der Originalveröffentlichung verweist auf weitere geplante Alben der Reihe, die sich mit der Musik bis 1950 befassen sollten, von denen jedoch zu seinen Lebzeiten keines veröffentlicht wurde. Allerdings erschien im Jahr 2000 posthum ein viertes Doppelalbum mit dem Titel „Labor Songs“. Es enthält Lieder über die Arbeit, die bis 1940 aufgenommen wurden.

## Design
Das Design der Anthologie stammt von Smith selbst. Er hat auch die Liner Notes selbst erstellt, die fast genauso bekannt sind wie die Musik. Er verwendete eine ungewöhnliche Collage-Methode, die wie ein postmodernes Kunstwerk anmutet. Smith verfasste auch kurze Zusammenfassungen der Lieder in der Anthologie, die sich wie Zeitungsschlagzeilen lesen.
Jedes der drei Doppelalben hatte das gleiche Cover, einen Kupferstich von Theodore de Bry, der das „Celestial Monochord“ darstellt und einer mystischen Abhandlung des Wissenschaftlers und Alchemisten Robert Fludd entnommen ist. Für jedes Doppelalbum wurde ein anderer Farbhintergrund gewählt: Blau, Rot und Grün, als Entsprechung zu den alchemistischen Elementen Wasser, Feuer und Luft. Das vierte Doppelalbum „Labour“ (2000 von Revenant veröffentlicht) hat Gelb als Hintergrundfarbe, um das Element Erde darzustellen.

## Veröffentlichungen
Die Anthologie wurde ursprünglich im August 1952 von Folkways Records als Boxset mit drei Doppel-LPs veröffentlicht.
1997 veröffentlichte Smithsonian Folkways, nachdem es Folkways Records im Jahr 1986 übernommen hatte, die Anthologie auf sechs CDs neu, wobei jede CD einer LP des Original-Sets auf Vinyl entsprach, einschließlich Repliken von Smiths Originalkunstwerken und dem Liner-Booklet. Ein zusätzliches Booklet enthielt erweiterte Titelinformationen zu jedem Song etliche Beiträge prominenter Musiker und Autoren. Die Rückseite dieser Broschüre schließt mit einem Zitat von Smith: „Ich bin froh, sagen zu können, dass meine Träume wahr geworden sind. Ich habe gesehen, wie sich Amerika durch die Musik verändert hat.“ Bei den 40. Grammy Awards gewann die Neuauflage Auszeichnungen für die besten Album-Notes und das beste historische Album.
2006 veröffentlichten Shout! Factory und das Harry Smith Archive ein Tribute-Album mit dem Titel The Harry Smith Project: The Anthology of American Folk Music Revisited, ein 2-CD/2-DVD-Boxset, das aus einer Reihe von Konzerten zusammengestellt wurde, die Hal Willner 1999 und 2001 organisiert hatte. Auf dem Album sind Künstler wie Beck, Nick Cave, Elvis Costello, Steve Earle, Beth Orton, Lou Reed, Sonic Youth, Richard Thompson, Wilco und andere vertreten, die die Songs der Original-Anthologie covern. Zu dem Album erschien auch der Film The Harry Smith Project Live.
2020 veröffentlichte Dust-to-Digital eine Zusammenstellung mit den B-Seiten der in der Anthologie enthaltenen Platten unter dem Titel The Harry Smith B-Sides.

## Rezeption
Bei ihrer Veröffentlichung verkaufte sich die Anthologie relativ schlecht. Heute gilt sie jedoch allgemein als Meilenstein für das Medium Langspielplatte und als Anstoß zum Folk- und Blues-Revival der 1950er und 1960er Jahre.
Rolling Stone wählte die Kompilation 2003 auf Platz 276 und 2012 auf Platz 278 der 500 besten Alben aller Zeiten. In der Aufstellung von 2020 ist sie nicht mehr enthalten.
Im 2005 wurde Anthology of American Folk Music von der Library of Congress in das National Recording Registry aufgenommen. 2012 folgte die Aufnahme in die Grammy Hall of Fame.

## Titelfolge
(Quellen: )

### Volume One: Ballads (Green Singing)
| Nr. | Titel                                 | Interpret(en)                                            | Jahr | Spiel- dauer |
| --- | ------------------------------------- | -------------------------------------------------------- | ---- | ------------ |
| 1.  | Henry Lee                             | Dick Justice                                             | 1929 | 3:26         |
| 2.  | Fatal Flower Garden                   | Nelstone’s Hawaiians                                     | 1930 | 2:55         |
| 3.  | The House Carpenter                   | Clarence Ashley                                          | 1930 | 3:14         |
| 4.  | Drunkard’s Special                    | Coley Jones                                              | 1929 | 3:16         |
| 5.  | Old Lady and the Devil                | Bill & Belle Reed                                        | 1928 | 3:02         |
| 6.  | The Butcher’s Boy                     | Buell Kazee                                              | 1928 | 3:02         |
| 7.  | The Waggoner’s Lad                    | Buell Kazee                                              | 1928 | 3:02         |
| 8.  | King Kong Kitchie Kitchie Ki-Me-O     | Chubby Parker                                            | 1928 | 3:08         |
| 9.  | Old Shoes and Leggins                 | Uncle Eck Dunford                                        | 1929 | 2:59         |
| 10. | Willie Moore                          | Dick Burnett and Leonard Rutherford                      | 1927 | 3:13         |
| 11. | A Lazy Farmer Boy                     | Buster Carter and Preston Young                          | 1930 | 2:57         |
| 12. | Peg and Awl                           | The Carolina Tar Heels                                   | 1929 | 2:57         |
| 13. | Ommie Wise                            | G. B. Grayson                                            | 1929 | 3:09         |
| 14. | My Name Is John Johanna               | Kelly Harrell                                            | 1927 | 3:12         |
| 15. | Bandit Cole Younger                   | Edward L. Crain                                          | 1930 | 2:54         |
| 16. | Charles Guiteau                       | Kelly Harrell                                            | 1927 | 3:03         |
| 17. | John Hardy Was a Desperate Little Man | The Carter Family                                        | 1930 | 2:55         |
| 18. | Gonna Die with My Hammer in My Hand   | Wiliamson Brothers and Curry                             | 1927 | 3:24         |
| 19. | Stackalee                             | Frank Hutchison                                          | 1927 | 2:58         |
| 20. | White House Blues                     | Charlie Poole w/ North Carolina Ramblers                 | 1926 | 3:31         |
| 21. | Frankie                               | Mississippi John Hurt                                    | 1928 | 3:25         |
| 22. | When That Great Ship Went Down        | William and Versey Smith                                 | 1927 | 2:55         |
| 23. | Engine 143                            | The Carter Family                                        | 1927 | 3:16         |
| 24. | Kassie Jones                          | Furry Lewis                                              | 1928 | 6:13         |
| 25. | Down on Penny’s Farm                  | The Bently Boys                                          | 1929 | 2:47         |
| 26. | Mississippi Boweavil Blues            | Charlie Patton (under the pseudonym „The Masked Marvel“) | 1929 | 3:07         |
| 27. | Got the Farm Land Blues               | The Carolina Tar Heels                                   | 1932 | 3:16         |

### Volume Two: Social music (Red Singing)
| Nr. | Titel                               | Interpret(en)                                                   | Jahr | Spiel- dauer |
| --- | ----------------------------------- | --------------------------------------------------------------- | ---- | ------------ |
| 1.  | Sail Away Lady                      | Uncle Bunt Stephens                                             | 1926 | 2:56         |
| 2.  | The Wild Wagoner                    | Jilson Setters                                                  | 1928 | 3:14         |
| 3.  | Wake Up Jacob                       | Prince Albert Hunt’s Texas Ramblers                             | 1929 | 2:52         |
| 4.  | La Danseuse                         | Delma Lachney and Blind Uncle Gaspard                           | 1929 | 2:54         |
| 5.  | Georgia Stomp                       | Andrew & Jim Baxter                                             | 1929 | 2:44         |
| 6.  | Brilliancy Medley                   | Eck Robertson and Family                                        | 1930 | 2:59         |
| 7.  | Indian War Whoop                    | Floyd Ming and his Pep-Steppers                                 | 1928 | 3:10         |
| 8.  | Old Country Stomp                   | Henry Thomas                                                    | 1928 | 2:52         |
| 9.  | Old Dog Blue                        | Jim Jackson                                                     | 1928 | 3:01         |
| 10. | Saut Crapaud                        | Columbus Fruge                                                  | 1929 | 2:47         |
| 11. | Acadian One Step                    | Joseph Falcon                                                   | 1929 | 2:57         |
| 12. | Home Sweet Hom4                     | The Breaux Freres (Clifford Breaux, Ophy Breaux, Amedee Breaux) | 1933 | 3:00         |
| 13. | Newport Blues                       | Cincinnati Jug Band                                             | 1929 | 2:55         |
| 14. | Moonshiner’s Dance Part One         | Frank Cloutier and the Victoria Cafe Orchestra                  | 1927 | 2:39         |
| 15. | Must Be Born Again                  | Rev. J. M. Gates                                                | 1927 | 1:28         |
| 16. | Oh Death Where Is Thy Sting         | Rev. J. M. Gates                                                | 1927 | 1:26         |
| 17. | Rocky Road                          | Alabama Sacred Harp Singers                                     | 1928 | 2:42         |
| 18. | Present Joys                        | Alabama Sacred Harp Singers                                     | 1928 | 2:50         |
| 19. | This Song of Love                   | Middle Georgia Singing Convention No. 1                         | 1932 | 2:56         |
| 20. | Judgement                           | Sister Mary Nelson                                              | 1927 | 2:23         |
| 21. | He Got Better Things for You        | Memphis Sanctified Singers                                      | 1929 | 2:52         |
| 22. | Since I Laid My Burden Down         | Elders McIntorsh and Edwards’ Sanctified Singers                | 1929 | 3:16         |
| 23. | John the Baptist                    | Moses Mason                                                     | 1928 | 3:02         |
| 24. | Dry Bones                           | Bascom Lamar Lunsford                                           | 1929 | 2:58         |
| 25. | John the Revelator                  | Blind Willie Johnson                                            | 1930 | 3:18         |
| 26. | Little Moses                        | The Carter Family                                               | 1932 | 3:11         |
| 27. | Shine on Me                         | Ernest Phipps and His Holiness Singers                          | 1930 | 3:01         |
| 28. | Fifty Miles of Elbow Room           | Rev. F.W. McGee                                                 | 1931 | 2:40         |
| 29. | I’m in the Battle Field for My Lord | Rev. D.C. Rice and His Sanctified Congregation                  | 1929 | 3:19         |

### Volume Three: Songs (Blue Singing)
| Nr. | Titel                              | Interpret(en)                                  | Jahr | Spiel- dauer |
| --- | ---------------------------------- | ---------------------------------------------- | ---- | ------------ |
| 1.  | The Coo Coo Bird                   | Clarence Ashley                                | 1929 | 2:54         |
| 2.  | East Virginia                      | Buell Kazee                                    | 1929 | 2:58         |
| 3.  | Minglewood Blues                   | Cannon’s Jug Stompers                          | 1928 | 3:05         |
| 4.  | I Woke Up One Morning in May       | Didier Hebert                                  | 1929 | 3:01         |
| 5.  | James Alley Blues                  | Richard Rabbit Brown                           | 1927 | 3:05         |
| 6.  | Sugar Baby                         | Dock Boggs                                     | 1928 | 2:56         |
| 7.  | I Wish I Was a Mole in the Ground  | Bascom Lamar Lunsford                          | 1928 | 3:19         |
| 8.  | Mountaineer’s Courtship            | Ernest Stoneman and Hattie Stoneman            | 1926 | 2:42         |
| 9.  | The Spanish Merchant’s Daughter    | The Stoneman Family                            | 1930 | 3:15         |
| 10. | Bob Lee Junior Blues               | The Memphis Jug Band                           | 1927 | 3:08         |
| 11. | Single Girl, Married Girl          | The Carter Family                              | 1927 | 2:44         |
| 12. | Le vieux soûlard et sa femme       | Cleoma Breaux and Joseph Falcon                | 1928 | 3:08         |
| 13. | Rabbit Foot Blues                  | Blind Lemon Jefferson                          | 1927 | 2:55         |
| 14. | Expressman Blues                   | Sleepy John Estes and Yank Rachell             | 1930 | 3:01         |
| 15. | Poor Boy Blues                     | Ramblin’ Thomas                                | 1929 | 2:22         |
| 16. | Feather Bed                        | Cannon’s Jug Stompers                          | 1928 | 3:13         |
| 17. | Country Blues                      | Dock Boggs                                     | 1928 | 2:56         |
| 18. | 99 Year Blues                      | Julius Daniels                                 | 1927 | 3:04         |
| 19. | Prison Cell Blues                  | Blind Lemon Jefferson                          | 1928 | 2:44         |
| 20. | See That My Grave Is Kept Clean    | Blind Lemon Jefferson                          | 1928 | 2:52         |
| 21. | C’est si triste sans lui           | Cleoma Breaux and Ophy Breaux w/ Joseph Falcon | 1929 | 2:59         |
| 22. | Way Down the Old Plank Road        | Uncle Dave Macon                               | 1926 | 2:58         |
| 23. | Buddy Won’t You Roll Down the Line | Uncle Dave Macon                               | 1930 | 3:15         |
| 24. | Spike Driver Blues                 | Mississippi John Hurt                          | 1928 | 3:14         |
| 25. | K.C. Moan                          | The Memphis Jug Band                           | 1929 | 2:31         |
| 26. | Train on the Island                | J.P. Nestor                                    | 1927 | 2:57         |
| 27. | The Lone Star Trail                | Ken Maynard                                    | 1930 | 3:12         |
| 28. | Fishing Blues                      | Henry Thomas                                   | 1928 | 2:44         |